# Petr Kuboš
Petr Kuboš (* 10. září 1979, Vsetín) je bývalý český hokejový obránce, reprezentant a mistr extraligy v ročníku 2000/2001.
Je odchovancem vsetínského hokeje a za Vsetín nastoupil v sezóně 1995/1996 ke svému prvnímu zápasu v Extralize. V roce 1997 jej jako 197. draftoval Montreal Canadiens. V Severní Americe odehrál dvě sezóny za kanadský juniorský celek Prince George Cougars, který hraje WHL. V nejvyšší české soutěži odehrál mezi lety 1996 až 2017 celkem 853 utkání, kromě Vsetína hrál také za Spartu Praha, Znojemské Orly, HC Vítkovice, Slavii Praha a Kometu Brno. V sezóně 2004/2005 hrál za Perm v Ruské superlize, jeho dalším zahraničním angažmá se stal v ročníku 2016/2017 polský klub GKS Tychy. V létě 2017 byl jako sedmatřicetiletý na zkoušku v mateřském Vsetíně, který po 9 letech postoupil do první ligy. Následně hrál dva roky na Islandu, další dvě sezóny vynechal a v letech 2021–2024 hrál za druholigové kluby HK Nový Jičín a AZ Havířov. V Novém Jičíně zastával v sezóně 2023/2024 také roli trenéra.

## Hráčská kariéra
- 1995/1996 HC Petra Vsetín (E)
- 1996/1997 HC Petra Vsetín (E)
- 1997/1998 Prince George Cougars (WHL)
- 1998/1999 Prince George Cougars
- 1999/2000 HC Slovnaft Vsetín (E)
- 2000/2001 HC Slovnaft Vsetín
- 2001/2002 HC Vsetín
- 2002/2003 HC Vsetín
- 2003/2004 HC Vsetín, HC Sparta Praha (E)
- 2004/2005 Molot Perm (RS), HC JME Znojemští Orli (E)
- 2005/2006 HC Vítkovice Steel (E)
- 2006/2007 HC Vítkovice Steel
- 2007/2008 HC Vítkovice Steel
- 2008/2009 HC Vítkovice Steel
- 2009/2010 HC Vítkovice Steel
- 2010/2011 HC Slavia Praha (E)
- 2011/2012 HC Slavia Praha
- 2012/2013 HC Slavia Praha
- 2013/2014 HC Kometa Brno (E)
- 2014/2015 HC Kometa Brno
- 2015/2016 HC Kometa Brno
- 2016/2017 GKS Tychy (Polsko)
- 2017/2018 Esja UMFK Reykjavík (Island)
- 2018/2019 Skautafélag Reykjavíkur (Island)
- 2021/2022 HK Nový Jičín (2. liga)
- 2022/2023 AZ Havířov (2. liga)
- 2023/2024 HK Nový Jičín (2. liga)